# Wirsol

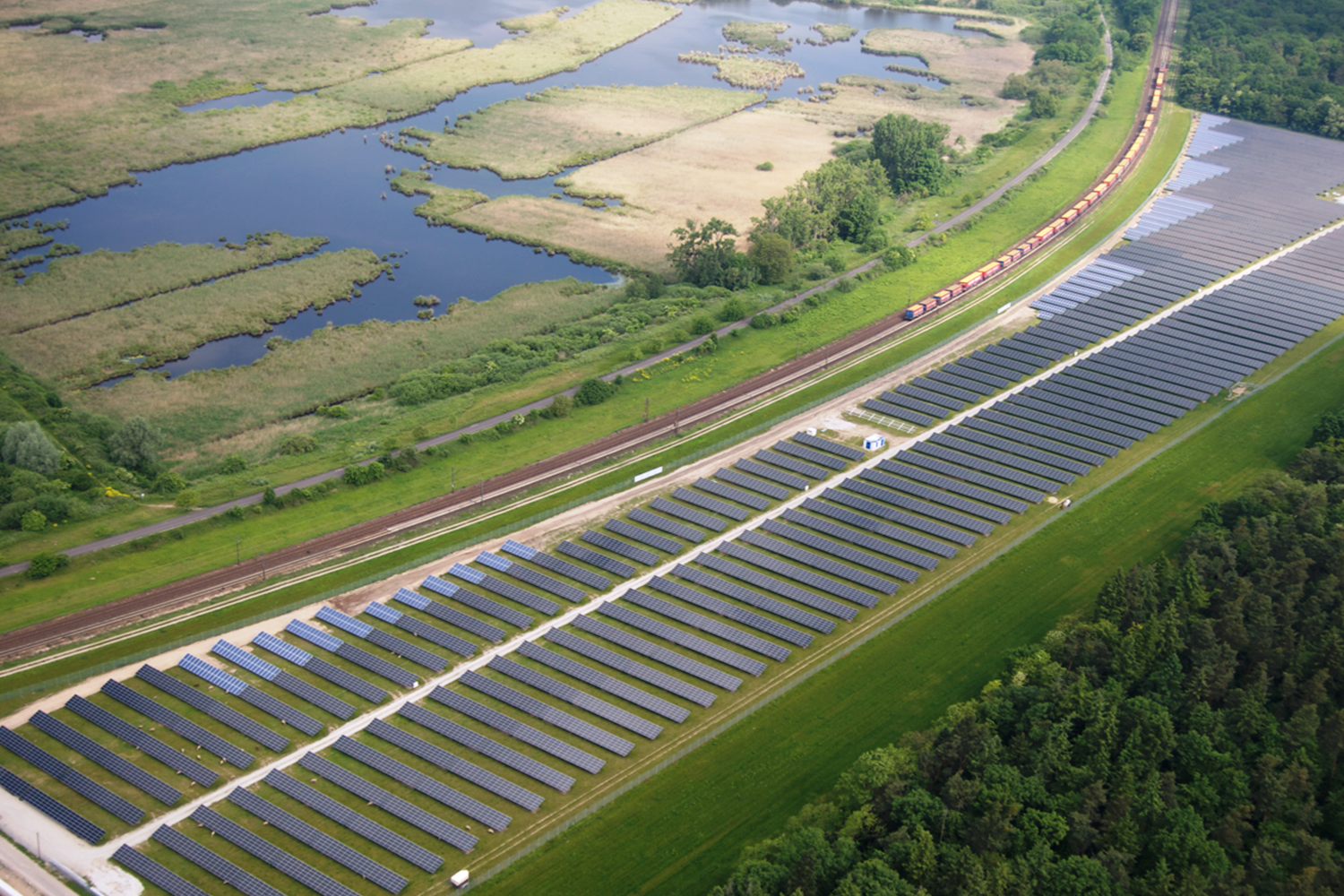
Parque experimental Bruhrain

Wirsol é uma incorporadora internacional de energia solar, especializada no planejamento, financiamento, construção e manutenção de usinas de energia solar de todos os tamanhos.  Existem sedes da empresa na Alemanha (sede principal), Brasil, Espanha, Itália, Grã Bretanha, Bélgica, Suíça, Canadá, China, e nas Ilhas Maldivas.

## História da empresa
A empresa foi fundada em Waghäusel (Distrito de Karlsruhe, na Alemanha), em fevereiro de 2003 por Markus Wirth, Hans Wirth e Stefan Riel. Tendo se especializado na área da energia fotovoltaica, a empresa foi rebatizada de "Wirth Solar AG" em janeiro de 2004 e deste surgiu o nome "Wirsol Solar AG", em 2007. No mesmo ano, a empresa abriu o parque experimental Bruhrain nas proximidades da empresa. A área total de 12 hectares tornou-se o maior parque solar de Baden-Württemberg no momento.[carece de fontes?]
Em 2010, o Conselho de Administração foi ampliado pelos fundadores da empresa Markus Wirth e Stefan Riel. Desde então, Bernd Kästner é o diretor financeiro. Nikolaus Krane, anteriormente parte do conselho da Conergy, supervisiona produtos internacionais de financiamento, financiamento de projetos de grande porte e marketing internacional.[carece de fontes?] Em abril de 2010, a Wirsol instalou um sistema fotovoltaico na pista de corrida alemã de Fórmula 1 Hockenheimring, com uma potência nominal de 848,88 kWp. Ao longo dos 405 m pista de corrida, 4.716 módulos solares foram instalados.
Em 2011, a empresa gerou um volume de negócios de 317 milhões de euros.[carece de fontes?] A Wirsol finalizou um de seus maiores projetos neste ano em Mixdorf, em Brandenburgo. A empresa construiu um sistema com um desempenho de pico de 24,1 MWp em uma área de 81 hectares de um antigo depósito de combustível russo. Da mesma forma, em 2012, a Wirsol conectou à rede o parque solar Luckau (com quase 21 MWp) em Brandenburgo. Essa usina de energia solar foi instalada num antigo aeroporto militar chamada Alteno. Como resultado, mais de 4500 famílias são atendidas [carece de fontes?] com a energia gerada pelo parque solar.
Em nível global, a Wirsol é responsável pela instalação de mais de 6.200 sistemas solares com uma potência total de 440 MWp.[carece de fontes?] Os sistemas em operação economizam um total de CO2 de mais de 180.000 toneladas por ano. De modo a promover boas relações comerciais com a Ásia, o cofundador da Wirsol, Stefan Riel, mudou-se para Pequim como o primeiro gerente do setor solar alemão e criou uma localização da empresa na China chamada Wirsol Solar Technology Beijing Ltd. Em junho de 2012, a Wirsol abriu uma loja em Kuala Lumpur, na Malásia para coordenar as atividades no Sudeste Asiático.

## Portfolio
Competências essenciais da Wirsol:[carece de fontes?]
1. Centrais de energia solar para residências particulares
2. Centrais de energia solar para empresas e aplicações industriais
3. Investimentos em energia solar
4. Comércio de componentes e sistemas completos
5. Operação e manutenção
6. Sistemas híbridos / substituição de diesel

## Projetos internacionais
Mundialmente, a Wirsol está ativa em uma variedade de projetos. A empresa fundou a joint venture com o nome de "Wirsol RE Maldivas" com a REM (Renewable Energy Maldives), onde estações de energia solar já foram instalados em seis das ilhas Maldivas e a eletricidade é fornecida à escolas e hospitais. Além disso, outros projetos de significância internacional foram finalizados pela Wirsol na Espanha (Barcelona, Bovera), na Itália (Mola di Bari), na Bélgica (Wilrijk) e no Colorado (Fort Collins).

## Patrocínio
Desde a temporada de 2011/2012 de futebol Bundesliga, a Wirsol tem sido o patrocinador oficial do TSG 1899 Hoffenheim. Em Sinsheim, a Wirsol atribuiu o nome de “Wirsol Rhein-Neckar Arena” ao estádio onde o 1899 Hoffenheim sedia seus jogos.